# Golf de Marcèvol
El Golf de Marcèvol és, o havia de ser un camp de golf, situat al municipi nord-català d'Arboçols, al nucli de Marcèvol. Inicialment, tenia 9 forats en un recorregut de 2.169 m., i era de par 34. Va ser dissenyat per Robert Berthet, i obert al públic el 1999.
L'indret escollit per a aquest golf era uns 900 metres a llevant del poble de Marcèvol.

## Història
Els treballs per a la construcció del camp de golf van començar el març del 1996. Després que s'inaugurés el camp amb quatre forats el 16 de juliol del 1997, el sotsprefecte de Prada inicià una investigació que al març de l'any següent portà a una ordre de paralització dels treballs. En aquell moment els promotors justificaren el camp per la lluita contra els incendis forestals i la creació d'ocupació, i que el projecte no preveia operacions immobiliàries de gran volada. Les característiques del camp previst permeteren l'obtenció de subvencions europees, algunes de promoció de l'agricultura; per a aquesta darrera finalitat es plantà un camp simbòlic d'albercoquers. El 1999 es completaren els nou forats. Malauradament, la sequedat del terreny i altres factors contribuïren a una infrautilització absoluta; el terreny agrícola quedà abandonat.
El 2005 es proposà fer en els terrenys del golf i veïns un projecte d'urbanització molt ambiciós. En un terreny de 250 hectàrees, hom volia construir un camp de golf de 18 forats, una escola de golf, l'edifici social del club, amb piscina, spa, sauna, gimnàs, saló de bellesa, vestidors, dutxes, botigues, restaurant, cafeteria, discoteca, sala de billar, un hotel, apartaments, pistes de tennis, tir amb arc i un centre eqüestre.
Contra aquest projecte s'oposà des del 2005 una Associació local de Protecció de Marcèvol, dedicada a la preservació i promoció del poble i del seu patrimoni, la seva realitat geogràfica, i el seu desenvolupament econòmic i cultural. La pressió de l'entitat, sembla, aconseguí d'aturar el projecte, i la crisi econòmica i immobiliària del 2009 n'enfonsà qualsevol rendibilitat i viabilitat a curt termini. Amb aquesta entitat, i crítica amb el golf, col·laborà l'escriptora i ecologista Adrienne Cazeilles i l'arquitecta Sophie d'Arthuys. El febrer del 2015 encara no s'havia construït.